# Sphaerophoria bengalensis
Sphaerophoria bengalensis är en tvåvingeart som beskrevs av Macqaurt 1842. Sphaerophoria bengalensis ingår i släktet sländblomflugor, och familjen blomflugor. Inga underarter finns listade i Catalogue of Life.